# Referéndum de Italia de 1997
Los referéndums derogatorios de Italia de 1997 se celebraron el 15 de junio y trataron siete cuestiones separadas. Se preguntó a los votantes si aprobaban la derogación de leyes sobre temas como la privatización, los objetores de conciencia, la caza, el poder judicial y los periodistas, así como si el Ministerio de Política Agraria debía ser abolido. Aunque las siete propuestas fueron aprobadas por los votantes, la participación electoral del 30% estuvo muy por debajo del umbral del 50% y los resultados fueron invalidados.

## Historia
En 1996 el Movimento dei Club Pannella-Riformatori volvió a proponer una veintena de referéndums que subyacen en un verdadero proyecto político de carácter general definido como "americano, liberal, libertario y liberal" que el partido quería poner en práctica a través del pronunciamiento del órgano electoral. Estos incluían leyes electorales de mayoría homogénea en todos los niveles, la reforma de la justicia, la fiscalidad, la sanidad y algunos caballos de batalla históricos de los radicales como el aborto, la objeción de conciencia y la legalización de las drogas blandas.
El 5 de octubre, los Radicales lanzaron una campaña de oratoria llamada "¿Pero por qué?" (en italiano: «Ma Perché?»), un mitin sin parar en Via del Corso en Roma y emitido en vivo por Radio Radicale 2, en particular para instar a los ciudadanos ricos del país a apoyar económica y políticamente a los campaña de referéndum del movimiento, ya que para superar la falta de atención de los medios el partido tuvo que comprar numerosas páginas de periódicos pagados. La sentencia de enero del Corte Constitucional redujo a seis estos referéndums derogatorios.
Las tribunas electorales de la RAI arrancan cuando faltaban ya veinte días para la fecha de la consulta y sólo después de que Marco Pannella apareciera en el plató de un programa sobre el referéndum disfrazado de fantasma, para denunciar la falta de legalidad, fue que los informativos empezaron a informar sobre la próxima consulta. Dos retransmisiones de la RAI y dos de Mediaset acogieron debates de referéndum y sólo uno de ellos se emitió en horario de máxima audiencia: el capítulo de Porta a Porta del 13 de junio.
A pesar de los llamados a involucrar al ala reformadora del Polo de las Libertades y Confindustria, para reformas que vieron a favor a muchos de sus adherentes, los radicales permanecieron aislados en la movilización previa a la votación y mientras obtenían abrumadoras mayorías del "sí" (alrededor de 80 %) los referéndums no alcanzaron el quórum requerido de participantes, lo que supuso un freno al proyecto de reforma radical.

## Preguntas

### Abolición de los poderes gubernamentales en las empresas privatizadas
Supresión de las facultades especiales reservadas al Ministro de Hacienda en las empresas privatizadas. Promovida por los radicales.
- Color de la cédula: amarillo.[5]

- Pregunta: "¿Desea que se derogue el Decreto Legislativo n. 332, de 31 de mayo de 1994, que contiene "Reglas para la aceleración de los procedimientos de enajenación de entidades estatales y públicas en sociedades anónimas", convertido en ley, con modificaciones, por ley n° 474 de 30 de julio de 1994, limitada al artículo 2?"

### Límites para el ejercicio de la objeción de conciencia
Supresión de los límites para ser admitido al servicio civil en lugar del servicio militar. Promovida por los radicales.
- Color de la cédula: naranjo.[6]

- Pregunta: "¿Quiere que se derogue la ley n. 772, de 15 de diciembre de 1972, que contiene "Reglas para el reconocimiento de la objeción de conciencia", limitada a las siguientes partes: Artículo 1, párrafo 1, limitada a las palabras: "Admitirse a ", párrafo 2 ("Las razones de conciencia aducidas deben estar relacionadas con una concepción general de la vida basada en profundas creencias religiosas o filosóficas o morales profesadas por el sujeto") y el párrafo 3, limitado a la palabra "sin embargo"; artículo 2 , párrafo 1, limitado a las palabras: "dentro de los 60 días de la inscripción" y el párrafo 2 ("Los capaces y alistados, admitidos al retraso y aplazamiento del servicio militar por las razones previstas por esta ley, quienes no hayan presentado solicitud en los términos establecidos por el párrafo anterior, podrán presentarla ante los citados órganos de reclutamiento a más tardar el 31 de diciembre del año anterior al llamado a las armas.”) ; Artículo 3, párrafo 1, limitado a paro le: "habiendo escuchado la opinión de una comisión sobre la validez y sinceridad de las razones dadas por el solicitante"; artículo 4; el artículo 8, párrafo 6, limitado a las palabras: "habiendo oído, en los casos a que se refiere el párrafo cuarto, la comisión prevista en el artículo 4?"

### Acceso de los cazadores a fundos privados
Abolición de la posibilidad de que el cazador entre libremente en fundos ajenos (segundo intento). Promovida por los radicales. La misma pregunta ya se había presentado en el referéndum de 1990, pero en ese caso no se alcanzó el quórum, con una participación del 42,92%.
- Color de la cédula: azul.[7]

- Pregunta: "¿Quiere que se derogue el artículo 842 del código civil, aprobado por real decreto de 16 de marzo de 1942, n. 262, párrafo primero (" El propietario de una finca no puede impedir la entrada para el ejercicio de la caza, salvo que el fundo esté cerrado en la forma que establece la ley de caza o existen cultivos existentes susceptibles de daño.) y segundo párrafo ("Podrán oponerse siempre los que no tengan licencia expedida por la autoridad")?"

### Supresión del sistema de progresión de la carrera de los magistrados
Supresión del sistema de progresión de la carrera de los magistrados. Promovida por los radicales.
- Color de la cédula: gris.[8]

- Pregunta: "¿Desea que se deroguen la ley n° 570, de 25 de julio de 1966, que contiene "Disposiciones sobre el nombramiento como magistrado de la Corte de Apelaciones" y la ley n° 831, de 20 de diciembre de 1973, que contiene "Modificaciones al sistema para el nombramiento como magistrado de la Corte Suprema y para el otorgamiento de altos cargos ejecutivos"?"

### Abolición de la orden de los periodistas
Abolición de la Orden de los Periodistas. Promovida por los radicales.
- Color de la cédula: rojo.[9]

- Pregunta: "¿Quiere que se derogue la ley nº 69 de 3 de febrero de 1963, en el texto resultante de las reformas hechas por las leyes nº 1039 de 20 de octubre de 1964 y nº 308 de 10 de junio de 1969 y las sentencias del Tribunal Constitucional núm. 11 y núm. 98 de 1968, que contiene "Organización de la profesión de periodista"?"

### Abolición de los nombramientos extrajudiciales de magistrados
Supresión de la posibilidad de que los magistrados ocupen cargos al margen de sus actividades judiciales. Promovida por los radicales.
- Color de la cédula: verde oscuro.[10]

- Pregunta: "¿Quiere que se derogue el Real Decreto nº 12, de 30 de enero de 1941, que contiene el "Régimen judicial", limitado a las siguientes partes: art. 16, apartado 2, limitado a las palabras: "sin autorización del Consejo Superior de la Magistratura” y el apartado 3 (“En este caso, podrán asumir las funciones de árbitro único o de presidente del tribunal arbitral y exclusivamente en los arbitrajes en los que forme parte la Administración del Estado o empresas u organismos públicos, salvo lo dispuesto en por el pliego de condiciones generales para las obras de competencia del Ministerio de Obras Públicas, aprobado por decreto del Presidente de la República nº 1063, de 16 de julio de 1962. "), sustituido por el art. 14, incisos 2 y 3 de la ley nº 97 del 2 de abril de 1979?"

### Abolición del Ministerio de Recursos Agrícolas, Alimentarios y Forestales
Derogación de la ley que crea el Ministerio de Recursos Agropecuarios, Alimentarios y Forestales. Promovido por 7 consejos regionales.
- Color de la cédula: celeste.[11]

- Pregunta: "¿Quiere que se derogue la ley nº 491 de 4 de diciembre de 1993 (Reorganización de las competencias regionales y estatales en materia agropecuaria y forestal y creación del Ministerio de Recursos Agrícolas, Alimentarios y Forestales)?"

## Resultados
|                                  | 1ª pregunta | 1ª pregunta | 2ª pregunta | 2ª pregunta | 3ª pregunta | 3ª pregunta | 4ª pregunta | 4ª pregunta |
| Votos                            | Porcentaje  | Votos       | Porcentaje  | Votos       | Porcentaje  | Votos       | Porcentaje  |             |
| -------------------------------- | ----------- | ----------- | ----------- | ----------- | ----------- | ----------- | ----------- | ----------- |
| Sí                               | 9.539.459   | 74,06%      | 9.561.009   | 71,69%      | 10.936.576  | 80,90%      | 10.786.069  | 83,55%      |
| No                               | 3.340.893   | 25,94%      | 3.775.660   | 28,31%      | 2.581.753   | 19,10%      | 2.123.452   | 16,45%      |
| Votos válidos                    | 12.880.352  |             | 13.336.669  |             | 13.518.329  |             | 12.909.521  |             |
| Votos nulos y blancos            | 1.910.153   |             | 1.524.225   |             | 1.299.224   |             | 1.882.214   |             |
| Total/Participación              | 14.790.505  | 30,15%      | 14.860.894  | 30,29%      | 14.817.553  | 30,21%      | 14.791.735  | 30,15%      |
| Fuente: Ministerio del Interior. |             |             |             |             |             |             |             |             |

|                                  | 5ª pregunta | 5ª pregunta | 6ª pregunta | 6ª pregunta | 7ª pregunta | 7ª pregunta |
| Votos                            | Porcentaje  | Votos       | Porcentaje  | Votos       | Porcentaje  |             |
| -------------------------------- | ----------- | ----------- | ----------- | ----------- | ----------- | ----------- |
| Sí                               | 8.322.166   | 65,52%      | 11.160.923  | 85,58%      | 8.589.746   | 66,85%      |
| No                               | 4.380.284   | 34,48%      | 1.879.923   | 14,42%      | 4.258.863   | 33,15%      |
| Votos válidos                    | 12.702.450  |             | 13.040.846  |             | 12.848.609  |             |
| Votos nulos y blancos            | 2.033.525   |             | 1.771.392   |             | 1.893.652   |             |
| Total/Participación              | 14.735.975  | 30,04%      | 14.812.238  | 30,20%      | 14.742.261  | 30,05%      |
| Fuente: Ministerio del Interior. |             |             |             |             |             |             |